# Helene Blum

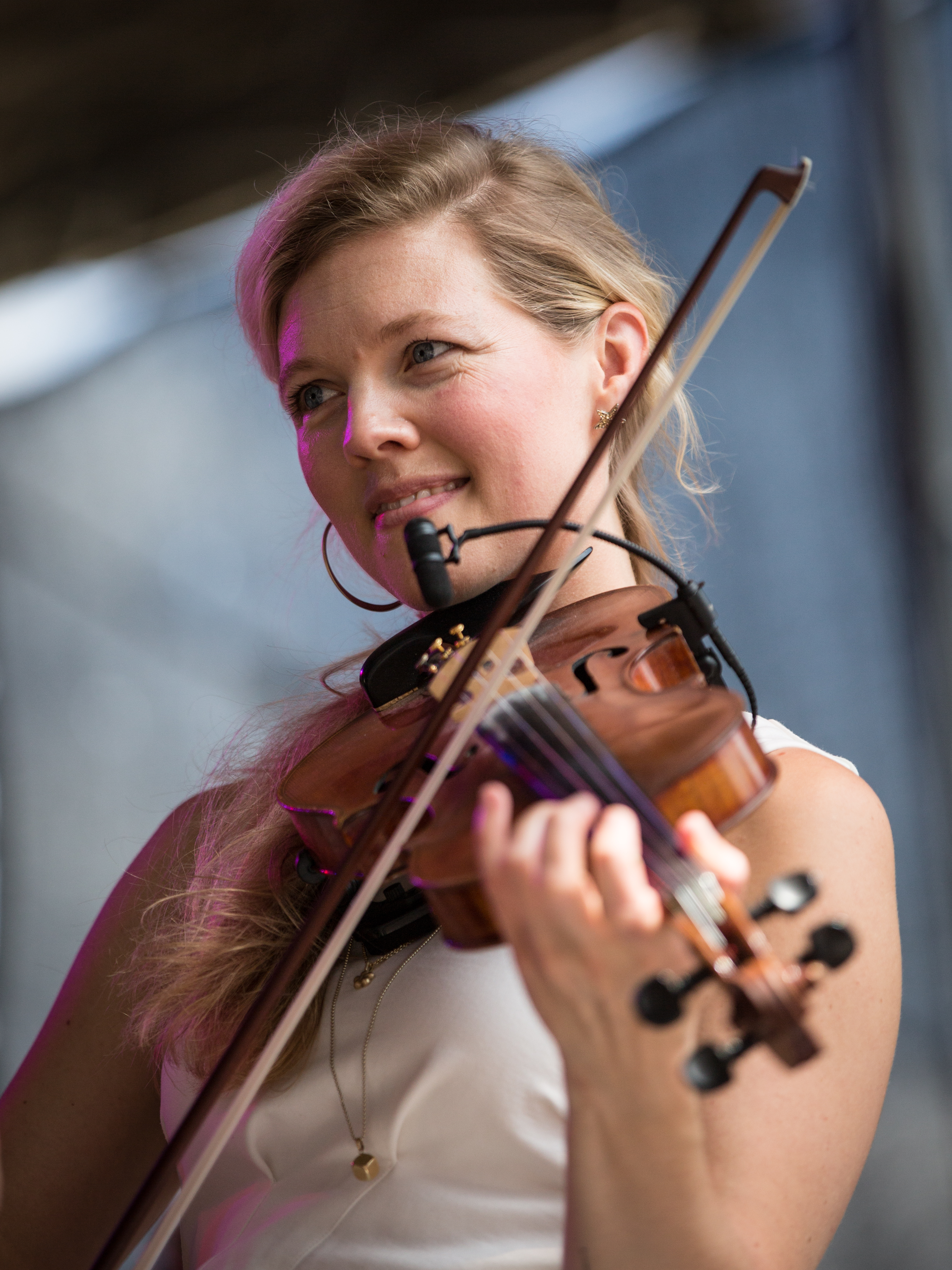
Helene Blum

Helene Blum (Gelsted, Fionia, 1979) es una música folk danesa.

## Trayectoria
Egresó en 2004 en la  Academia de Música y Arte Dramático de Esbjerg.
Está casada con el también músico folk Harald Haugaard. Juntos han dado varios conciertos por Norteamérica, Alemania y Dinamarca.
Como soprano, también ha aparecido en teatros como el de Flensburg.

## Discografía
- 2006 En sød og liflig klang
- 2009 En gang og altid
- 2010 Liden sol
- 2013 Men med åbne øjne
- 2016 Julerosen
- 2017 Dråber af Tid
- 2017 Strømmen